# 阿見町総合運動公園
阿見町総合運動公園（あみまちそうごううんどうこうえん）は、茨城県稲敷郡阿見町にある総合運動公園である。

## 概要
阿見町の都市化が進みスポーツ人口が増えたため、1982年より阿見町が整備している。
- 阿見町民球場
- テニスコート
- フットサルコート

## 自然
公園の周囲は緑豊かな樹木に囲まれた静かな環境で、アヤメやスイレンなどが植栽されている水生植物園、吉野桜や八重桜が咲きほこる桜の森もある。

## 周辺施設
- 上条城跡
- 牛久大仏
- あみプレミアム・アウトレット